# Cinderblock (personaje)
Cinderblock es un supervillano que apareció en DC Comics. Apareció por primera vez en la caricatura de Teen Titans y luego se incorporó a los cómics después de Crisis final.

## Biografía ficticia

### Teen Titans (serie animada)
Cinderblock es un monstruo de hormigón humanoide cuyos efectos vocales fueron proporcionados por Dee Bradley Baker. En "Divide y Conquistarás", Cinderblock es usado por Slade para sacar a Plasmus de la prisión después de que Robin y Cyborg estropearon su movimiento combinado que resultó en un intento de fuga de la prisión y Cyborg dejó a los Jóvenes Titanes después de una discusión con Robin. Después de que Cinderblock desató a Plasmus, Slade envió a Cinderblock a atacar la ciudad mientras los Jóvenes Titanes estaban ocupados luchando contra Plasmus. Fue derrotado por Cyborg, quien se reunió con los Jóvenes Titanes para derrotar a Plasmus.
En "Aprendiz" Pt. 1, Robin terminó luchando contra Cinderblock en las alcantarillas mientras buscaba el escondite de Slade. Robin lo derrotó fácilmente debido a un dispositivo de rastreo colocado en él que llevó a Robin a Slade.
En el episodio de dos partes "Aftershock", Slade hizo que Terra sacara a Cinderblock, Overload y Plasmus y los envió a diferentes partes de la ciudad. Robin y Starfire terminaron luchando contra Cinderblock hasta que Terra los atacó. Cinderblock atacó a los Jóvenes Titanes combinándose con Overload y Plasmus para formar a Ternion. Este monstruo compuesto fue derrotado por los Jóvenes Titanes.
En "Haunted", los Jóvenes Titanes terminaron luchando contra Cinderblock en el bosque hasta que Robin vio lo que parecía ser Slade. Debido a que Robin persiguió a Slade con Starfire con él, Cinderblock terminó escapándose.
Era miembro de la Hermandad del mal como se ve al final de "Homecoming". En "Calling All Titans", Cinderblock se emparejó con Johnny Rancid para capturar a Más y Menos, pero solo logró capturar a Menos. En "Titans Together", Cinderblock jugó un papel decisivo en el plan de Chico Bestia para infiltrarse en la base secreta de la Hermandad del Mal haciendo que Jericho se hiciera cargo de su cuerpo mientras transportaba a Chico Bestia, Más, Pantha y Herald. Cuando Adonis, André LeBlanc, Mammoth y Private H.I.V.E. se topó con él y le dijo que Cerebro está a punto de congelar a Robin, Cinderblock habló y el soldado H.I.V.E. preguntó cuándo Cinderblock comenzó a hablar. Cuando Jericho dejó el cuerpo de Cinderblock, cayó al suelo aturdido. Participó en la posterior lucha total contra los titanes reunidos, pero fue derrotado. No se sabía si estaba congelado o no.

### Cómics
Recientemente, Cinderblock ha aparecido en los cómics como parte del Universo DC principal. Inicialmente se le muestra luchando contra la nueva encarnación de Jóvenes Titanes en el centro de San Francisco, y de alguna manera es capaz de absorber la mayoría de sus ataques con poco daño. Sin embargo, Static puede distraer a Cinderblock el tiempo suficiente para que Chico Bestia y Chica Maravilla lo atraviesen por la espalda con un gran tubo de metal, lo que hace que su cuerpo se desmorone. Esto no derrota a Cinderblock y su cuerpo comienza a reformarse. Antes de que pueda curarse por completo, Bombshell arroja su cabeza a la Bahía de San Francisco. Aunque se desconoce su destino final, más tarde se ve a Static pidiéndole a Aquagirl que recupere la cabeza cortada de la bahía.
Una diferencia notable entre las versiones de cómic y dibujos animados es que la versión de cómic puede hablar, aunque en fragmentos de oraciones.

## Poderes y habilidades
Cinderblock está hecho de hormigón y tiene una gran resistencia y durabilidad.
Cuando Cinderblock apareció en los cómics, supuestamente también tiene el poder de regenerar su cuerpo cuando se rompe.

## En otros medios

### Televisión
Cinderblock aparece en Teen Titans Go!, expresado nuevamente por Dee Bradley Baker.

### Videojuegos
Cinderblock también apareció en el videojuego Teen Titans.